# Lazar Marković
Lazar Marković, född 2 mars 1994 i Čačak, Förbundsrepubliken Jugoslavien (nuvarande Serbien), är en serbisk fotbollsspelare som spelar för Partizan Belgrad.

## Klubbkarriär
Den 31 januari 2019 värvades Marković av Fulham, där han skrev på ett halvårskontrakt. Den 3 september 2019 återvände Marković till Partizan Belgrad.

## Landslagskarriär
Lazar Marković debuterade för Serbiens landslag den 28 februari 2012 mot Armenien.